# Lee Kang-in
Lee Kang-in (în coreeană :이강인; n. 19 februarie 2001) este un fotbalist sud-coreean, care joacă ca mijlocaș ofensiv sau lateral pentru Paris Saint-Germain din Ligue 1 și pentru echipa națională a Coreei de Sud.
Un produs al academiei de tineret din Valencia, Lee și-a făcut debutul profesional pentru club la vârsta de 17 ani în 2018, devenind cel mai tânăr fotbalist sud-coreean care a debutat ca profesionist în Europa. În sezonul său de debut, a câștigat Copa del Rey, înainte de a debuta în Liga Campionilor UEFA în al doilea sezon profesionist. Lee s-a alăturat lui Mallorca în 2021, unde s-a impus ca unul dintre cei mai buni dribleori ai Europei, înainte de a părăsi Spania pentru clubul francez Paris Saint-Germain în 2023.
În 2019, Lee a câștigat premiul pentru Fotbalistul Tânăr al Anului din Asia, în același an în care a câștigat premiul Balonul de Aur al Cupei Mondiale sub-20 2019. Echipa lui Lee a terminat pe locul secund în timpul evenimentului. Mai târziu și-a făcut debutul la seniori cu Coreea de Sud în septembrie 2019, reprezentând echipa națiunii sale pentru Campionatul Mondial de Fotbal 2022 și Cupa Asiei AFC 2023.

## Titluri
Valencia
- Copa del Rey : 2018–19 [4]

Paris Saint-Germain
- Ligue 1: 2023–24, 2024–25[5][6]
- Coupe de France: 2023–24, 2024–25[7][8]
- Trophée des Champions: 2023, 2024[9][10]
- Liga Campionilor UEFA: 2024–25[11]

Coreea de Sud Sub-20
- Vice-campion al Campionatului Mondial de Fotbal Sub-20: 2019 [12]

Coreea de Sud Sub-23
- Jocurile Asiatice : 2022

Individual
- Cel mai bun XI al turneului Toulon : 2018 [13]
- Balonul de Aur al Campionatului Mondial Sub-20 : 2019 [14]
- Jucătorul de tineret al anului AFC : 2019 [15]
- Jucătorul tânăr al anului de către FA coreeană : 2019 [16]
- Golul lunii din Ligue 1 : noiembrie 2023 [17]
- Cel mai bun jucător din Trophée des Champions: 2023 [18]
- Echipa turneului AFC din Cupa Asiei : 2023 [19]